# Puzurassur I
Puzurassur I (do acadiano: 𒁍𒀫𒀸𒋩 ; romanizado:  Pu-AMAR-Aš-ŠUR; que significa "servo de Assur ”) foi um rei assírio que reinou em 2 025 a.C. O distingue de seus três antecessores imediatos sobre o Rei Lista assírio, que possivelmente tinham nomes não-smitas,  e da anterior, amorreus-named, "reis que são ancestrais" (também traduzíveis como "reis cujos pais são conhecidos"), freqüentemente interpretados como uma lista dos ancestrais de Samsiadade I.  Ele é conhecido apenas por seu lugar na Lista de reis da Assíria e por referências nas inscrições de reis posteriores (seu filho e sucessor Salimahum e muito mais tarde Assurrimnisesu e Salmanaser III.). Esses reis posteriores o mencionaram entre os reis que haviam renovado as muralhas da cidade de Assur, iniciadas por Kikkiya. 
Puzurassur I pode ter iniciado uma dinastia assíria nativa que durou oito gerações, até que Erisum II foi derrubado pelo amorreu Samsiadade I. Hildegard Levy, escrevendo na Cambridge Ancient History, rejeita essa interpretação e vê Puzurassur I como parte de uma dinastia mais longa iniciada por um de seus antecessores, Sulili. As inscrições ligam Puzurassur I a seus sucessores imediatos, que, de acordo com a Lista de reis da Assíria, estão relacionados com os seguintes reis até Erisum II.  A lista de rei assírio omite Zariqum, que é conhecido nas inscrições por ter sido governador de Assur para a Terceira Dinastia de Ur, sob Amar-Sin; esse zariqumo (cujo nome é semítico) é algumas vezes colocado por estudiosos imediatamente antes de Puzurassur I e depois de Akiya.
Os sucessores de Puzurassur I receberam o título Issi'ac Assur, vice-regente de Assur, além de ensí.